# Мисато (город, Сайтама)
Мисато (яп. 三郷市 Мисато-си) — город в Японии, находящийся в префектуре Сайтама. Площадь города составляет 30,16 км², население — 134 905 человек (1 августа 2014), плотность населения — 4472,98 чел./км².

## Географическое положение
Город расположен на острове Хонсю в префектуре Сайтама региона Канто. С ним граничат города Йосикава, Сока, Ясио, Нагареяма, Мацудо.

## Население
Население города составляет 134 905 человек (1 августа 2014), а плотность — 4472,98 чел./км². Изменение численности населения с 1980 по 2005 годы:
| 1980 | 98 223 чел.  |  |
| 1985 | 107 964 чел. |  |
| 1990 | 128 376 чел. |  |
| 1995 | 133 600 чел. |  |
| 2000 | 131 047 чел. |  |
| 2005 | 128 278 чел. |  |

## Символика
Деревом города считается кастанопсис, цветком — Rhododendron indicum, птицей — малая поганка.

## Города-побратимы
- Адзумино, Япония (1984)
- Санго, Япония (1986)
- Хироно, Япония (2008)